# Costa saxônica
‎
A Costa Saxônica foi um comando militar do fim do Império Romano, consistindo em uma série de fortificações em ambos os lados do Canal da Mancha. Foi estabelecido no final do século III e era liderado pelo " Conde da Costa Saxônica ". No fim do século IV, suas funções foram limitadas à Grã -Bretanha, enquanto as fortificações na Gália foram estabelecidas como comandos separados. Muitos fortes Saxon Shore sobrevivem no leste e sudeste da Inglaterra.

## Significado do termo e função
A única referência contemporânea que possuímos que cita o nome "Saxon Shore" vem no fim do século IV, Notitia Dignitatum, que lista seu comandante, o Comes Litoris Saxonici per Britanniam (" Conde da costa saxônica na Grã-Bretanha"), e fornece os nomes dos locais sob seu comando e seus respectivos complementos de militares. Contudo, devido à ausência de evidências adicionais, as teorias têm variado entre os estudiosos quanto ao significado exato do nome e também à natureza e ao propósito da cadeia de fortes a que se refere.
Duas interpretações foram feitas quanto ao significado do adjetivo "saxão": ou uma costa atacada por saxões, ou uma costa colonizada por saxões. Alguns argumentam que a última hipótese é apoiada por Eutrópio, que afirma que durante a década de 280 o mar ao longo das costas do Belgica e Armórica estava "infestado de francos e saxões", e que foi por isso que Caráusio foi inicialmente encarregado da frota lá. Contudo, Eutropius se refere aos francos e saxões como invasores marítimos. Ele também recebe pelo menos apoio parcial de achados arqueológicos, já que artefatos de estilo germânico foram descobertos em sepulturas, enquanto há indícios da presença de saxões (a maioria recrutas do exército romano laeti) em alguns números no sudeste da Inglaterra e nas costas do norte da Gália em torno de Boulogne-sur-Mer e Bayeux de meados do século V em diante. Isso, por sua vez, reflete uma prática bem documentada de colonizar deliberadamente tribos germânicas (os francos se tornaram foederati em 358 sob o imperador Juliano) para fortalecer as defesas romanas.
A outra interpretação, apoiada por Stephen Johnson, sustenta que os fortes cumpriram um papel de defesa costeira contra invasores marítimos, principalmente saxões e francos, e funcionaram como bases para as unidades navais que operavam contra eles. Essa visão é reforçada pela cadeia paralela de fortificações ao longo do Canal na costa norte da Gália, que complementava os fortes britânicos, sugerindo um sistema defensivo unificado.
Outros estudiosos como John Cotterill, entretanto, consideram a ameaça representada por invasores germânicos, pelo menos no século III e no começo do século IV, um exagero. Eles interpretam a construção dos fortes em Brancaster, Caister-on-Sea e Reculver no começo do século III e sua localização nos estuários de rios navegáveis como apontando para um papel diferente: pontos fortificados para transporte e abastecimento entre a Grã-Bretanha e a Gália, sem qualquer relação (pelo menos naquela época) com o combate à pirataria marítima. Esta visão é apoiada por referências contemporâneas ao suprimento do exército de Juliano, o Apóstata por César com grãos da Grã-Bretanha durante sua campanha na Gália em 359, e sua utilização como locais seguros de desembarque pelo Conde Teodósio durante a supressão do Grande Conspiração alguns anos depois.
Outra teoria, proposta por DA White, era que o sistema estendido de grandes fortes de pedra era desproporcional a qualquer ameaça por invasores germânicos marítimos, e que foi realmente concebido e construído durante a secessão de Carausius e Allectus (a Revolta Carausiana) em 289- 296, e com um inimigo totalmente diferente em mente: eles deveriam se proteger contra uma tentativa de reconquista pelo Império. Esta visão, embora amplamente contestada, encontrou apoio recente de evidências arqueológicas em Pevensey, que data a construção do forte no início dos anos 290.
Qualquer que seja seu propósito original, é praticamente certo que no fim do século IV os fortes e suas guarnições foram empregados em operações contra piratas francos e saxões. A Grã-Bretanha foi abandonada por Roma em 407, com Armórica logo em seguida. Os fortes de ambos os lados continuaram a ser habitados nos séculos seguintes e, na Grã-Bretanha, em particular, muitos continuaram em uso até o período anglo-saxão.